# فستوكة مستلقية
الفستوكة المقلوبة نوع نباتي يتبع جنس الفستوكة من الفصيلة النجيلية.

## الوصف النباتي
النبات عشبي معمر.